# Juazeiro Social Clube
O Juazeiro Social Clube é um clube brasileiro de futebol, da cidade de Juazeiro, no estado da Bahia, fundado em 16 de agosto de 1995. Suas cores são o verde, grená e branco. Manda seus jogos no Estádio Adauto Morais, possui capacidade de 8 mil lugares. O clube revelou Daniel Alves, lateral-direito da Seleção Brasileira de Futebol e o jogador com mais títulos no Futebol.

## História
O Juazeiro Social Clube surgiu da fusão entre oito times amadores que disputavam a Liga de Futebol local (América, Barro Vermelho, Carranca, Colonial, Grêmio, Olaria, XV de Novembro e Veneza). Em 1996, conquistou seu primeiro título, o da Segunda Divisão baiana. Na estreia na elite do futebol baiano, terminou em um satisfatório terceiro lugar.[carece de fontes?]
Em 2000, disputou o Módulo Verde da Copa João Havelange, terminando na vice-liderança do Grupo B (atrás do Corinthians Alagoano). Na segunda fase, terminou como líder do Grupo 1, superando a Tuna Luso. O Juazeiro flertou com o acesso à Série B até a última rodada, disputando a vaga na final com o Uberlândia, sendo que os dois clubes terminariam empatados em vitórias, empates, derrotas e pontos ganhos. Mas a equipe mineira levou vantagem no saldo de gols (10 marcados e seis sofridos, saldo de 4), enquanto os baianos marcariam seis gols, levando quatro (saldo de 2).[carece de fontes?]
Em 2001, após uma gradativa evolução, o Juazeiro, sob o comando do técnico Élcio "Sapatão" Nogueira, conquista o vice-campeonato baiano de futebol daquele ano, tendo sido derrotado na final pelo Bahia.
Entre 2003 a 2007, o clube atravessou um período de grande irregularidade, principalmente por causa de graves dificuldades financeiras que prejudicaram o projeto do time de ser a terceira força do futebol baiano.
Em 2008, o Juazeiro foi rebaixado para a Segunda divisão baiana por ter tido uma péssima campanha naquele ano. Porém, depois de 2 anos conseguiu o título da segunda divisão e consequentemente o acesso a elite do futebol baiano em 2011.
Acabou sendo rebaixado novamente em 2011, mas devido a uma escalação irregular de um jogador do Ipitanga, que fez o time perder pontos, o Juazeiro fica com a vaga e garantiu sua participação na primeira divisão do futebol baiano para o ano de 2012.[carece de fontes?]
Depois de uma excelente campanha no ano de 2013, o rebaixamento se tornou realidade novamente no tricolor das carrancas, no ano de 2014.
Em 2016 o Juazeiro disputou a segunda divisão baiana e se licenciou logo em seguida.
Em 2022 o clube anunciou seu retorno as atividades, fez uma boa campanha chegando as semis-finais quando foi eliminado nos penâltis pelo Jacobinense com confusão entre os dirigentes de ambos clubes.

## Rivalidade
O Juazeiro tem como principal rival, a Juazeirense, time da mesma cidade, formando o dérbi Ju-Ju.
O primeiro confronto das duas equipes aconteceu no dia 31 de maio de 2009, com uma vitória da Juazeirense por 1 a 0.

## Títulos
| Estaduais | Estaduais                   | Estaduais | Estaduais   |
|           | Competição                  | Títulos   | Temporadas  |
| --------- | --------------------------- | --------- | ----------- |
|           | Campeonato Baiano - Série B | 2         | 1996 e 2010 |

## Estatísticas

### Participações
| Competição | Competição        | Temporadas | Melhor campanha       | Anos                                        | P | R |
| Bahia      | Campeonato Baiano | 16         | Vice-campeão (2001)   | 1997-2008, 2011-2014                        |   | 2 |
| Bahia      | Segunda Divisão   | 7          | Campeão (1996 e 2010) | 1995-1996, 2009-2010, 2015-2016 e 2022-2023 | 2 |   |
|            | Copa do Nordeste  | 2          | Grupos (1999 e 2000)  | 1999-2000                                   |   |   |
| Brasil     | Série C           | 6          | 3º colocado (2000)    | 1997-1998, 2000-2001, 2003, 2005            | – | – |
| Brasil     | Copa do Brasil    | 2          | 1ª fase (2002 e 2014) | 2002, 2014                                  |   |   |

## Jogadores notáveis
- Janilson
- Railson
- Haílton
- Adelso
- Mazinho Lima
- Ciel
- Marcos Vinícius
- Daniel Alves

## Ranking da CBF
- Posição: 178º
- Pontuação: 20 pontos

Ranking criado pela Confederação Brasileira de Futebol que pontua todos os times do Brasil.